# باولف (ألبرتا)
باولف (بالإنجليزية: Bawlf)‏ هي بلدة تقع في كندا في ألبرتا. يقدر عدد سكانها بـ 403 نسمة ومساحتها 0.96 كم2 وترتفع عن سطح البحر 708 متر.